# Список паралімпійських талісманів
Паралімпійський талісман — частина паралімпійської символіки, обов'язковий атрибут ігор, починаючи з Літньої паралімпіади 1980 року в Арнемі, Нідерланди. 

## Талісмани Паралімпійських ігор

### Талісмани літніх Паралімпійських ігор

#### Дві білки (Арнем 1980)
На VI Паралімпійських іграх, що проходили в Нідерландах під офіційною назвою Олімпійські ігри для інвалідів (англ. Olympics for the Disabled) вперше з'явився талісман. Їм стали дві білки (автор нід. Necky Oprinsen).

#### Комдури (Сеул 1988)
Талісманами Паралімпіади в Сеулі стали два чорних гімалайських ведмедя, які отримали загальну назву Комдури (Komduri). Як і олімпійський тигр Ходорі, Комдури були створені і стилізовані корейським художником Кім Хюном (Kim Hyun). Амурський тигр і гімалайський ведмідь є традиційними учасниками корейських легенд.

#### Петра (Барселона 1992)
Петра (англ. Petra) — стилізована дівчинка без рук, що несе прапор із символом Паралімпіади.

#### Блейз (Атланта 1996)
Талісманом в Атланті (штат Джорджія, США) став фенікс Блейз (англ. Blaze), міфологічна птиця, яка піднімається з попелу. Фенікс традиційно символізує силу, бачення, натхнення і виживання. Зображення талісмана було запропоновано художником Джоном Райаном (англ. John Ryan). Після проведення ігор Блейз став офіційним талісманом організації «БлейзСпортс» (англ. BlazeSports America), що займається питаннями популяризації спорту для людей з обмеженими фізичними можливостями в Сполучених Штатах і зараз, як символ тріумфу людського духу, є найбільш пізнаваною емблемою спорту для інвалідів.

#### Ліззі (Сідней 2000)
Ліззі — плащоносна ящірка, талісман в австралійському Сіднеї. Автором Ліззі став дизайнер Меттью Гаттон (англ. Matthew Hatton), котрий створив і талісмани Літніх Олімпійських ігор 2000 року — качкодзьоба Сіда, кукабару Оллі і єхидну Міллі.

#### Протос (Афіни 2004)
Талісманом ХІІ Літніх Паралімпійських ігор 2004 року, які пройшли в Афінах (Греція) став морський коник Протос (Proteas). Автором є художник-дизайнер Спірос Гогос (англ. Spyros Gogos). Талісман символізує натхнення, силу, прагнення і урочистість, а грецьке слово протос означає перший в чому-небудь, відмінний.

#### Фу Нду Леле (Пекін 2008)
16 липня 2003 року був обраний талісман Паралімпійських ігор 2008 у Пекіні — корова Фу Нду Леле (кит. трад. 福牛乐乐, спр. 福牛樂樂, З днем Корови), яка була представлена 6 вересня 2006 року на урочистій церемонії біля підніжжя Великої Китайської стіни. Фу Нду Леле символізує постійність духу, рівність і інтеграцію.

#### Мандевіль (Лондон 2012)
Офіційними талісманами літніх Олімпійських ігор став Венлок, а Паралімпійських ігор 2012 — Мандевіль. Обидва талісмана являють собою дві анімовані краплі сталі. Венлок (у червоному) названий на честь міста Мач-Венлок у графстві Шропшир, де проводилися змагання-попередники сучасних Олімпійських ігор, а Мандевіль (у синьому) — на честь лікарні у графстві Бакінгемшир, де проходили ігри-попередники Паралімпійських ігор.

#### Вінісіус і Том (Ріо 2016)
Вісініуса названо на честь музиканта Вісініуса де Мораеса. Він уособлює бразильську природу і несе в собі риси деяких хребетних: спритність котів, розгойдування мавп і грацію птахів. Він може розтягувати руки і ноги наскільки забажає. Паралімпійський талісман Том названий на честь музиканта Тома Жобіна. Він уособлює рослини бразильських лісів і може витягнути будь-який предмет із своєї листяної голови. Він завжди росте і долає перешкоди.
Дизайн талісманів для Олімпійських та Паралімпійських ігор розробила дизайнерська і анімаційна компанія Birdo (Сан-Паулу), яка є володаркою багатьох міжнародних нагород. Компанію Birdo вибрали в результаті національного тендеру, в якому взяли участь рекламні, дизайнерські, ілюстраційні та анімаційні компанії.

### Талісмани зимових Паралімпійських ігор

#### Елпі (Альбервиль 1992)
Гора Елпі  (Alpy) — талісман зимової Паралімпіади 1992 року, що пройшла в Альбервілі та Тіні (Франція). 

#### Сондре (Ліллехаммер 1994)
Талісманом VI Зимових Паралімпійських ігор 1994 року, які пройшли в Ліллехаммері (Норвегія) став троль Сондре (Sondre). Сондре був зображений з ампутованою ногою. Своє ім'я талісман отримав на честь піонера норвезького лижного спорту.

#### Параббіт (Нагано 1998)
Талісманом зимової Паралімпіади 1998 року в Нагано стала кролиця Параббіт (англ. Parabbit) з різнокольоровими вухами.

#### Отто (Солт-Лейк-Сіті 2002)
Видра Отто стала офіційним талісманом Зимових Паралімпійських ігор 2002.

#### Астер (Турин 2006)
Сніжинка Астер (англ. Aster) повинна була передавати ідеали паралімпійських спортсменів: пристрасть і мужність.

#### Сумі і Мукмук (Ванкувер 2010)
Офіційним талісманом Паралімпійських ігор став Сумі, який втілював у собі образи косатки, ведмедя і птиці північноамериканських індіанців. Нерідко Сумі з'являвся в компанії олімпійських талісманів Мітг і Куатчі. Крім того, у них був спільний друг, ванкуверський бабак Мукмук, неофіційний талісман Ігор. Дизайн належить канадсько-американської студії Meomi Design.

#### Лучик і Сніжинка (Сочі 2014)
Промінчика і Сніжинку придумали москвичка Наталія Балашова і Ганна Жилінська з Санкт-Петербурга.